# Светске дечије победничке игре
Светске дечије победничке игре (енгл. The World Children's Winners Games), више познате као Победничке игре – међународно спортско такмичење за децу која су победила онколошке болести. Пројекат је покренула фондација „Подари живот“ (рус. Подари жизнь ) 2010. године. 

## Мисија и визија
Главни циљ Победничких игара је помоћ деци, која су се опоравила од онколошких болести, да се врате обичном животу и такође да се рехабилитују после дуге борбе против болести. Циљ пројекта је да учесници добију сигурност у себе и да схвате да се не разликују од остале деце. За велики број деце је сан учествовати у Победничким Играма уједино и стимуланс да оздраве. Оснивач фондације Подари живот, Чулпан Хаматова о значају игара и њеној визији истих истиче: 
Када су болесни, они мисле да се  то само њима дешава. Али у току таквих дешавања они схвате да све могу превазићи.
За лекаре и раднике фондације су Игре велики доказ успеха у борби против онкологије. Осим такмичења, које се спроводе у координацији са потребама спортских удружења, у програм су укључени различити курсеви уметности, екскурзије, концерти. Овај пројекат привлачи пажњу добротвора, спонзора и волонтера за проблеме дечије онкологије и рехабилитације после ње.

## Структура
На Светским дечијим победничким играма учествују деца узраста од 7 до 16 година која су се излечили од онколошке болести. Учесници се такмиче у шест дисциплина: стони тенис, фудбал, стрељаштво, трчање, шах и пливање.
Деца могу учествовати само два пута независно од физичке и спортске спремности. Организатори Игара су одговорни за све трошкове у вези са боравком у Москви: храна, транспорт, спортска опрема, екскурсије и различите активности. Учесници плаћају само пут до Москве. Свако дете може доћи са једним родитељем, а у саставу делегације може бити и доктор или волонтер фондације.
Професионалне организације спорта Русије нуде помоћ фондацији у свакој спортској дисциплини Игара. Судије које раде на пројекту су квалификовани на међународном нивоу и имају искуство да раде на светским такмичењима. У играма на регионалном нивоу учествује око 1300 деце (од око 15 земаља и 30 региона Руске Федерације), од којих 600 иду даље у финале и се такмиче у Москви . Такође се прихватају деца која су индивидуални учесници.
На Победничким играма велику улогу такође дају познати спортисти, певачи, глумци и други медијски личности.

## Историјат
Прва међународна је била одржана у Варшави 2007. године, а учествовала су деца Пољске, Русије, Белорусије и Украјине. Од 2010. године Светске победничке игре се одржају сваке године у Москви.
До сада су на играма учествовала деца из Украјине, Белорусије, Пољеске, Јерменије, Летоније, Румуније, Мађарске, Немачке, Пољске, Србије, Азербејџана, Бугарске, Индије, Хрватске, Португала и Литваније.

## Српски тим
Српски тим учествује у Светским дечијим Победничким играма од 2012 године. 
2012
5 учесника: Марија Цвијановић,Милица Шимоновић, Александар Вељковић, Бојана Стојановић, Невена Станић 
Добили су 2 медаље: 1 злато и 1 бронзу
2013
6 учесника: Макијев Михајло, Перовић Живојин, Данијела, Павовић Павле, Стјепановић Ана, Драгољуб Милосављевић
Добили су 4 медаље: 3 злата и 1 сребро
2014
8 учесника: Бараћ Александар, Макијев Михајло, Букоровић Иван, Перовић Живојин, Љаљић Александра, Цвијановић Марија, Стојановић Данијела, Станић Невена
Добили су 10 медаље: 5 злата, 3 сребра, 2 бронзе
2015
8 учесника Ана Радосављевић, Матија Корора, Стефан Илић, Ања Раденковић, Ања Краљевић, Нина Стојановић, Живојин Перовић, Николина Ристић
Добили су 6 медаље: 3 злата, 2 сребра, 1 бронзу
2016
8 учесника: Веселин Ерић, Ања Краљевић, Јелена Ловренчић, Тијана Ђорђевић, Богдан Петровић,Александар Милошевић, Ненад Милојевић, Немања Трбовић
Добили су 9 медаље: 4 злата, 3 сребра, 2 бронзе 
2017
8 учесника: Јована Савић, Лазар Матијевић, Милутин Лилић, Стефан Закамарок, Илија Николић, Сандра Вукас, Огњен Милић, Леа Јовановић 
Добили су 7 медаља: 3 злата, 1 сребро и 3 бронзе
2018
8 учесника: Милица Петровић, Вељко Благојевић, Немања Леонтијевић, Урош Тешовић, Новак Антић, Анамарија Живановић, Теодора Ђуровић, Нађа Митровић.
Добили су 7 медаља: 4 злата, 2 сребра, 1 бронзу
2019
8 учесника: Дрезгић Марко, Гајић Ленка, Јованчић Дамјан, Марковић Лазар, Мартиновић Алекса, Пиљић Дуња, Спасојевић Немања, Врањешевић Теодора.
Добили су 7 медаља: 4 злата, 2 сребра, 1 бронзу